# Estación Las Ferias (Metro de Valencia)
Estación Las Ferias es el nombre que recibe la segunda estación de la Línea 1 del Metro de Valencia, en la ciudad del mismo nombre, capital del Estado Carabobo, al centro norte del país sudamericano de Venezuela. Fue inaugurada el 18 de noviembre de 2007.

## Descripción
Se trata de unas de las 4 estaciones del Metro de Valencia inauguradas en 2007, pues aunque la línea 1 entró en servicio pre-comercial en noviembre de 2006 con tres estaciones, no sería sino un año después que estas otras estaciones (Las Ferias, Santa Rosa, Michelena, y Lara) entrarían en pleno funcionamiento. Con obras complementarias de culminación de acabados, instalación de ascensores, obras de acceso a nivel de superficie, entre otras.
Se localiza entre las estaciones Monumental (inaugurada en 2006) y Palotal (abierta también en 2006).